# Straumfjörður
Straumfjörður är en vik i republiken Island.   Den ligger i regionen Västlandet, i den västra delen av landet, 40 km norr om huvudstaden Reykjavík.